# Oxycheilinus bimaculatus
Oxycheilinus bimaculatus es una especie de peces de la familia Labridae en el orden de los Perciformes.

## Morfología
Los machos pueden llegar alcanzar los 15 cm de longitud total.

## Distribución geográfica
Se encuentra desde el África Oriental hasta las Hawái, las Islas Marquesas, el sur del Japón y Vanuatu.